# Mozdok
Mozdok (ros. Моздок, oset. Мæздæг) − miasto w republice Północnej Osetii-Alanii, w południowej Rosji, ośrodek administracyjny rejonu mozdockiego.
W 2014 roku Mozdok zamieszkiwało 39 432 mieszkańców.

## Geografia
Mozdok jest położony przy lewym brzegu rzeki Terek, 92 km na północ od Władykaukazu − stolicy republiki.
Nazwa miasta dosłownie znaczy „gęsty las” w języku kabardyjskim.
W Mozdoku, zlokalizowane są zakłady przemysłu spożywczego, przemysłu spirytusowego i przemysłu lekkiego.

## Demografia
Ogólna liczba mieszkańców:
- 1897 − 9 330
- 1939 − 19 100
- 1959 − 25 600
- 1970 − 32 350
- 1979 − 34 400
- 1989 − 38 037
- 2001 − 38 600
- 2002 − 42 865
- 2006 − 41 270
- 2009 − 40 383
- 2014 − 39 432

Skład narodowościowy i etniczny w latach 1897 i 2010 na podstawie oficjalnych danych rosyjskich:
- 1897[1]

1. Rosjanie: 4 540 (48,66%)
2. Ormianie: 2 324 (24,91%)
3. Osetyńcy: 695 (7,45%)
4. Ukraińcy: 352 (3,77%)
5. Gruzini: 334 (3,58%)
6. Kabardyjczycy: 267 (2,86%)
7. Czerkiesi: 180 (1,93%)
8. Niemcy: 161 (1,73%)
9. Tatarzy i Azerowie: 133 (1,73%)
10. Polacy: 73 (1,73%)

- 2010

1. Rosjanie: 22 918 (59,12%)
2. Osetyńcy: 3 209 (8,28%)
3. Kumycy: 2 741 (7,07%)
4. Ormianie: 2 399 (6,19%)
5. Czeczeni: 1 359 (3,51%)
6. Kabardyjczycy: 1 258 (3,24%)
7. Turcy: 789 (2,04%)
8. Koreańczycy: 764 (1,97%)

## Historia
Mozdok został założony w 1759 przez grupę Kabardyjczyków, którzy przyjęli chrześcijaństwo i osiedli się na tych terenach. Osada uzyskała prawa miejskie w 1785 r.
W czasie II wojny światowej (Operacja Fall Blau) 25 sierpnia 1942 r. miejscowość zdobyta przez armię niemiecką (Grupa Armii A). 24 stycznia 1943 r. została odbita przez Armię Czerwoną.

## Ludzie związani z miastem
- Jurij Andropow (1914−1984) − radziecki polityk, spędził dzieciństwo w Mozdoku.